# 盧宇振
盧宇振（韓語：노우진，1980年6月27日—），是韓國著名的搞笑藝人，2005年在韓國KBS作為喜劇演員出道。

## 綜藝節目
- KBS2 《搞笑演唱會》
- KBS2 《爆笑俱樂部》
- KBS2 《TV 幼稚園 PANIPANI》
- KBS2 《出發吧！夢之隊2》
- SBS  《金炳萬的叢林的法則》
- KBS2 《自由宣言星期六》
- JTBC 《李秀根和金炳萬的上流社會》
- JTBC 《申東燁和金炳萬的淘氣鬼》
- SBS  《Running Man》（2013/5/12 第145集）
- SBS  《中秋特輯-喜劇表演 李秀根金炳萬10年的夢想》

## 電視劇
- 2013年 JTBC 《皇家別墅》

## 獲獎紀錄
- 2008年 KBS 演藝大賞 最優秀喜劇演員獎